# Bilge Şen
Bilge Şen (Esmirna, 1945) es una actriz de cine y televisión turca.

## Biografía
Nació en 1945 en Esmirna. Se graduó del Departamento de Teatro del Conservatorio Estatal en 1963. En el mismo año, comenzó su actuación en el Teatro Arena de Estambul. Ingresó al Teatro del Estado en 1979. Actuó primero en Ankara y luego en Estambul. 
Recibió el Premio de Teatro Avni Dilligil a la Mejor Actriz en 1982 por su papel en la obra Gölge Ustası'ndaki.
También prestó su voz para el doblaje en turco de la película Harry Potter y la piedra filosofal. 
En 2005, formó parte del elenco de la película Mi padre y mi hijo, del director Cağan Irmak.
En 2013, interpretó al personaje de Elmas en la serie de televisión "Aramiz Kalsın", que se emitió en Star TV. En 2015, interpretó a Pembe Barutçu en la serie İnadına Aşk, transmitida por FOX. Su trabajo más reciente fue durante 2020-2021 en la serie de TV8 "Kırmızı Oda" en el papel de Sefika.

## Filmografía

### Televisión
| Año       | Título           | Personaje                |
| --------- | ---------------- | ------------------------ |
| 2007      | Senden Başka     | Sevgi                    |
| 2007-2008 | Esref Saati      | Sadiye                   |
| 2013      | Aramizda Kalsin  | Elmas                    |
| 2014      | Kiraz Mevsimi    | Sakiz Acar               |
| 2015-2016 | İnadına Aşk      | Pembe Barutçu            |
| 2017      | Içimdeki Firtina | Gülten                   |
| 2019      | İstanbullu Gelin | Fatma                    |
| 2020-2021 | Kırmızı Oda      | Sefika (Abuela de Kumru) |

### Cine
| Año  | Título             | Personaje |
| ---- | ------------------ | --------- |
| 2005 | Mi padre y mi hijo | Fatma     |
| 2018 | Dügüm Salonu       | Züleyha   |